# 叶赫城之战
叶赫城之战，明神宗万历四十七年（后金天命四年，1619年）八月，努尔哈赤统一女真各部战争中，攻克海西女真叶赫部叶赫城（今吉林梨树县叶赫乡）的作战。
努尔哈赤之前多次进攻叶赫，都因为明朝干涉没有成功。于是，努尔哈赤转而攻明。经过萨尔浒之战等多次大战，明军在辽东实力受到毁灭性打击，叶赫部陷于孤立状态。1619年八月十九日，努尔哈赤亲率大军数万，大举进攻叶赫部，直逼叶赫城。叶赫城分东、西二城，由首领金台石、布扬古分别防守。八月二十一日夜，东、西二城都得知后金兵将大举来攻，居民拥入城内，城外加强防守。八月二十二日早晨，后金军逼近城下，努尔哈赤分兵两路：一路由皇太极、代善率领进攻布扬古所据的西城，自己亲率一路进攻金台石所据的东城。
交战之初，布扬古等曾率队出城，与后金在西山交战，双方杀伤相当。之后，叶赫军力不能支，退入城内坚守。在叶赫城激战之时，明朝经略熊廷弼派李如桢、李光荣、贺世贤三总兵，率军进攻后金的新寨（今辽宁抚顺东，旧边墙以东），企图抄其后路，迫使努尔哈赤回兵救援。因为，努尔哈赤先在各关口设有精兵，明军将领怯战，三支明军都没有深入其境，于是援救计划破产。努尔哈赤加紧进攻叶赫城，城上滚木雷石齐下。东城外城被毁，守军大溃。后金兵拥入，将金台石和他的妻儿围困在城内高台。金台石纵火自焚。西城布扬古见到东城失守，开城投降。努尔哈赤获胜，完成了统一女真各部的大业。